# Allysin Chaynes

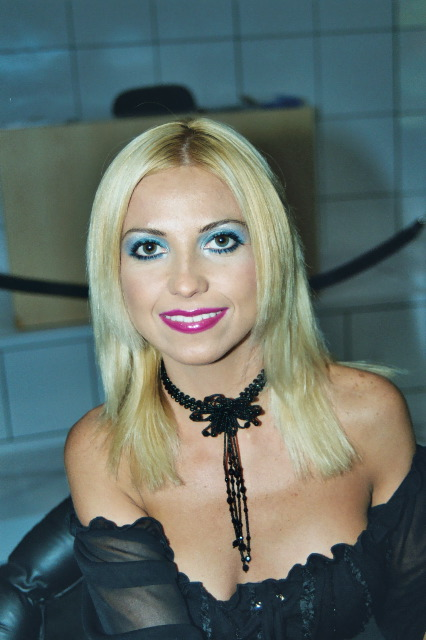
Allysin Chaynes 2003

Allysin Chaynes, eigentlich Andrea Kovacs, (* 11. Februar 1979 in Rumänien) ist eine rumänische Pornodarstellerin ungarischer Abstammung.

## Leben
Kovacs zog mit ihren Eltern als Kind nach Kalifornien ins San Fernando Valley. Ursprünglich wollte sie Schauspielerin werden und nahm sogar Schauspielunterricht. Stattdessen begann sie 1997 mit ihrem damaligen Freund in der Pornobranche zu arbeiten, nachdem sie auf eine Zeitungsanzeige für Up and Cummers 45 geantwortet hatte, einem Film des Regisseurs Randy West. Ihr Künstlername ist vom Namen der Grunge-Band Alice in Chains abgeleitet. Ursprünglich wollte sie sich Allysin Wonderland nennen, änderte den Namen aber auf Geheiß von Randy West.
Chaynes trat jahrelange als Hauptdarstellerin in der Filmreihe Kelly the Coed des Regisseurs Jim Powers beim Label Heatwave auf. Die erste Folge erschien im Jahr 1998. In den ersten elf Teilen (1998–2001) spielte sie zunächst die Hauptrolle Kelly. In den Teilen 12 bis 16 wurde sie durch andere Darstellerinnen ersetzt (wie Violet Blue in Folge 12, Katie Morgan in Folge 14, Crystal Ray in Folge 15 und 16). Ab Folge 17 (2003) kehrte sie mit vergrößerten Brüsten in die Rolle der Kelly zurück (die Folge trägt daher den Untertitel Back to the Frat). In der 2004 erschienenen Folge 20 wurde die Darstellerin Riley Brooks mit der Rolle betraut.
Weitere Werke sind Blonde Brigade von Regisseur Jim Holliday mit u. a. Jill Kelly und Sydnee Steele, der Fantasy-Porno A Wolf’s Tail von Bud Lee u. a. mit Asia Carrera sowie der für ein weibliches Publikum gedrehte Film Anticipation von Sindee Coxx und Barry Wood aus dem Jahr 2003.
Mit dem XRCO Award wurde sie im Jahr 2000 ausgezeichnet. Sie ist lizenzierte Einzeltrainerin.
Chaynes lieh in beiden Episoden der englischen Synchronisation des Hentai-Anime Vicious, veröffentlicht 2002, ihre Stimme der Hauptfigur Angela.

## Filmografie (Auswahl)
- 1999: No Man’s Land 26
- 2002: Midnight Librarians

## Auszeichnungen
- 2000: XRCO Award Cream (Teen) Dream